# Comuna Korceak
Korceak (în ucraineană Корчацька сільська рада) este o comună în raionul Jîtomîr, regiunea Jîtomîr, Ucraina, formată din satele Katerînivka, Korceak (reședința) și Perleavka.

## Demografie
Componența lingvistică a comunei Korceak
     Ucraineană (98,62%)
     Rusă (1,26%)
Conform recensământului din 2001, majoritatea populației comunei Korceak era vorbitoare de ucraineană (98,62%), existând în minoritate și vorbitori de rusă (1,26%).